# Ишки-Мари
Ишки-Мари (Иски-Мари, Ишги-Мари, аккад. 𒅖𒄄𒈠𒌷; ? — 2330, 2304, 2204 до н. э.) — последний энси-гал (верховный властитель) Второго царства Мари около 2304—2300 до н. э. (по другой хронологии — 2350—2340/2330 до н. э., по короткой хронологии — 2204—2200 или 2295—2290/2250 до н. э.). Ранее его имя ошибочно читали как Ламги-Мари.
Является одним из трёх царей Мари, известных по археологическим находкам (самым древним из них, вероятно, является Икун-Шамаш, а третий — Ику-Шамаган — также известен по подписанной статуе). Считается, что Ишки-Мари был последним царём Мари перед завоеванием и разрушением Аккадского царства при Саргоне Древнем в XXIV веке до н. э.

## Сведения

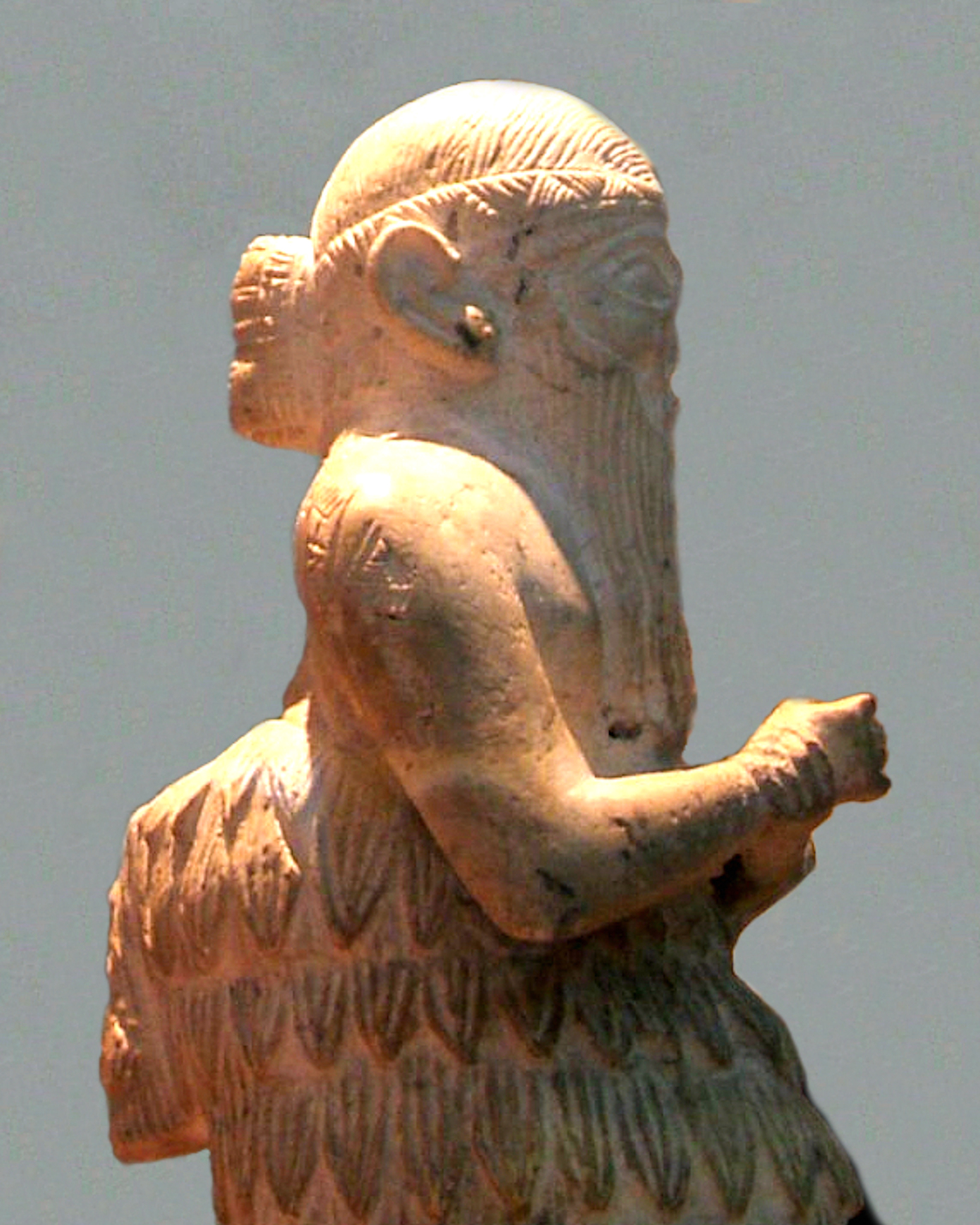
Статуя изображает Ишки-Мари с длинной бородой и разделёнными на пробор и заплетёнными волосами. Его пучок волос напоминает шумерские, такие как на головном уборе Мескаламдуга или рельефах Эаннатума. Его накидка оставляет одно плечо открытым, подобно изображениям современных ему правителей Аккада.

Сведения о нем ограничены, поскольку преимущественно содержатся на собственной статуе, посвящённой богине Инанне и ныне хранящейся в Национальном музее Алеппо. Также найдено несколько цилиндрических печатей с именем этого владельца.
Занял трон после Хида’ара, которого, возможно, сместил. По другой версии, Ишки-Мари при рождении назывался Ашигу, а затем он сменил имя на тронное. По разным версиям, царствовал от 4 до 20 лет. Впрочем, согласно ряду исследований, всё же более правдоподобна гипотеза непродолжительного правления этого энси-галя.
В начале его владычества царство Мари находилось в глубоком кризисе, вызванном поражениями от Эблы и Киша. В этих обстоятельствах его царь заключил союз с Шаррумкеном (Саргоном Аккадским). Он помогал последнему в войнах в Шумере, а затем в уничтожении эблаитского государства. Впрочем, уже в следующем году Саргон выступил против Ишки-Мари, сверг его, а его государство присоединил к своим владениям. По короткой хронологии, эти события могут относиться ко времени другого аккадского владыки — Нарам-Суэна.
Статуя Ишки-Мари была обнаружена захороненной среди археологических остатков древнего города Мари в храме Иштар-Инанны французской археологической группой под руководством Андре Парро 23 января 1934 года. Надпись на ней, нанесённая на плечо правителя, сыграла важную роль в идентификации Телль-Харири с Мари древности.